# Convento de la Merced (Logroño)
El Convento de la Merced de Logroño (España) es un antiguo convento mercedario que en la actualidad, y tras sucesivos usos y reformas, sirve como parlamento autonómico de La Rioja.

## Historia
El Convento de la Merced data del siglo XIII, cuando se levantó para servir de cenobio en la ciudad para la Orden de la Merced. Sobre la base medieval en el siglo XVI se reformó a fondo adoptando el aspecto actual. Posteriormente, en 1685, se le añadió una portada de estilo barroco.
Secularizado tras la desamortización de 1835, fue utilizado durante el resto del siglo XIX sucesivamente como cuartel, hospital militar, almacenes y prisión hasta que en 1889 se establece en ella una Fábrica de Tabacos. Para este último cometido se le practicaron al edificio original importantes reformas.
En 1978 pasó a manos del ayuntamiento de Logroño y quedó en espera de ser asignado como edificio público. Fue declarado Bien de Interés Cultural en la categoría de Monumento el 16 de marzo de 1983. Tras la creación de la autonomía riojana en 1982, el edificio se restauró y adaptó para cumplir la función de parlamento. Fue inaugurado como tal en 1988. El antiguo claustro del convento fue cubierto y se transformó en el hemiciclo. El resto de lo que fueron las diferentes estancias del convento se reutilizaron como sala de exposiciones (Sala Amós Salvador) y como Biblioteca Pública del Estado.